# Eth (voleibolista)
 Margareth Torelli de Moraes Diogo Tavares  (Rio de Janeiro, 22 de março de 1969) é um ex-voleibolista indoor brasileira, com nacionalidade esportiva italiana, que atuou como Levantadora na Seleção Brasileira, e represento-a conquistou da medalha de ouro no Campeonato Mundial Juvenil de 1987 na Coreia do Sul.Em clubes foi vice-campeã da Copa CEV  de 1991-92 e semifinalista no  Campeonato Mundial de Clubes de 1992-93, também sagrou-se campeã da Copa CEV referente a temporada 1993-94 e foi medalhista de bronze no extinto Torneio Internacional Salonpas Cup em 2006.

## Carreira
Eth é irmã da ex-voleibolista  Jaqueline Torelli e conquistou em 1978 o título da Copa Nordeste e em 1987 foi convocada para Seleção Brasileira para representar o Brasil na categoria juvenil e disputou o Campeonato Mundial nesta categoria em Seul obtendo a medalha de ouro neste certame.No ano seguinte foi convocada para Seleção Carioca e disputou o Campeonato Brasileiro de Seleções na categoria juvenil sagrando-se campeã.
Com passagens pelos clubes brasileiros  ADC Bradesco Atlântica e AA Supergasbrás, na temporada 1991-92 transfere-se para o voleibol italiano onde obteve a nacionalidade esportiva italiana e em sua primeira passagem defendendo o Imet Perugia foi finalista da Liga A1 Italiana, quando conquistou o vice-campeonato, e foi campeã por este clube na Copa A1 da Itália., mas neste período conquistou também o vice-campeonato da Copa CEV 
Reforçou na temporada 1992-93 o Brummel Ancona e  disputou o Campeonato Mundial de Clubes 1992, sendo semifinalista, encerrando na quarta posição, este realizado em Jesi quando alcançou a quarta posição. e pela Liga A1 Italiana avançou as semifinais e encerrou na quarta posição e foi vice-campeã da Copa A1 Italiana
Permaneceu neste clube por mais uma temporada avançou as quartas de final da Liga A1 Italiana encerrando na sexta posição e na Copa A1 Italiana não foi além das oitavas de final e conquistou  em 1994 a Copa CEV 1993-94.
Foi repatriada pelo Flamengo para atuar nas competições de 2000-01 e por este clube conquistou o Campeonato Carioca de 2000 e inédito título para seu clube da Superliga Brasileira A referente a tal jornada.
No período esportivo seguinte reforçou a equipe do ACF/Prefeitura de Campos conquistando o bicampeonato carioca em 2001, também disputando no mesmo ano conquistou o título do Campeonato Paranaense, da Taça Premium e da Copa Sudeste, além dos vice-campeonatos do Grand Prix Brasil  e da Supercopa ambas disputadas no período 2001-02.  e na Superliga Brasileira A 2001-02 encerrou na quarta posição
Renovou  por mais uma temporada com o ACF/Campos e de forma consecutiva conquistou o tricampeonato carioca em 2002, mesmo ano que foi campeã nos Jogos Abertos do Interior do Rio de Janeiro, na Supercopa  e no Grand Prix Brasil e o inédito bronze para o clube na  Superliga Brasileira A 2002-03. e renovando com este clube disputou as competições 2003-04, e sagrou-se consecutivamente tetracampeã carioca em 2003 e no mesmo ano bicampeã da Supercopa e foi sexta colocada por este clube na edição correspondente da Superliga Brasileira A
Pela ACF/Campos disputou e conquistou o título do Campeonato Intermunicipal do Rio de Janeiro  em 2004, mas no Campeonato Carioca deste ano foi vice-campeã e  disputou por este a Superliga 2004-05, quando o clube utilizou a alcunha de Oi/Campos, e conquistou novamente o bronze .
Na temporada 2005-06 defendeu o Cimed/Macaé cujo técnico era Sérgio Negrão  disputou Campeonato Carioca de 2005.Conquistou em 2006 a inédita medalha de bronze no extinto Torneio Internacional do  Salonpas Cup 2006 sediado em São Paulo e foi eleita a Melhor Levantadora da edição. e competiu também por este na Superliga Brasileira A 2005-06 encerrando na sétima posição
Pelo Cimed/Macaé disputou o Campeonato Carioca de 2006, sendo vice-campeã, e na Superliga  Brasileira A 2006-07 avançou com esta equipe as semifinais, mas teve que disputar a medalha de bronze e encerrou no quarto lugar.
Em 2007 o Teuto /AABB /Goiânia disputaria a Superliga Brasileira A 2007-08, mas o clube foi  desqualificado do certame.Encerrou a carreira em 2007, mas  em 2012 recebeu convite para reforçar o Sollys Osasco  estando com 42 anos de idade, reforçando na temporada 2011-12 em andamento e conquistou o título da Superliga Brasileira A 2011-12 e não teve o contrato renovado para próxima jornada. Possui uma escola de voleibol cujo nome é  “Eth Torelli Escola de Vôlei” na cidade de Macaé onde  técnica nas categorias de base e já tentou a carreira na praia ao lado de Isabel, além de ser mãe do levantador Cristiano Torelli fruto do relacionamento com ex-preparador físico Cláudio Mello Tavares

## Clubes
| Clube                | País   | De   | Até  |
| -------------------- | ------ | ---- | ---- |
| Bradesco/Atlântica   | Brasil | 1986 | 1987 |
| Supergasbras         | Brasil | 1987 | 1991 |
| Imet Perugia         | Itália | 1991 | 1992 |
| Brummel Ancona       | Itália | 1992 | 1994 |
| Petrobras/Macaé      | Brasil | 1998 | 1999 |
| C.R. Flamengo        | Brasil | 1999 | 2001 |
| ACF/Campos           | Brasil | 2001 | 2003 |
| Oi/Campos            | Brasil | 2003 | 2005 |
| Oi/Macaé             | Brasil | 2005 | 2006 |
| Cimed/Macaé          | Brasil | 2006 | 2007 |
| Sollys Nestlé/Osasco | Brasil | 2011 | 2012 |

## Títulos e resultados
- Campeonato Mundial de Clubes:1992[4]
- Superliga Brasileira A:2000-01[1] e 2011-12[19]
- Superliga Brasileira A:2002-03[9] e 2004-05[1]
- Superliga Brasileira A: 2001-02 e 2006-07[9]
- Liga A1 Italiana:1991-92[2]
- Liga A1 Italiana:1992-93[5]
- Copa A1 Itália:1991-92[2]
- Copa A1 Itália:1992-93[5]
- Supercopa Brasileira:2002 e 2003[1]
- Supercopa Brasileira:2001[1]
- Grand Prix Brasil:2002[1]
- Grand Prix Brasil:2001[1]
- Campeonato Carioca:2000,2001,2002 e 2003[1]
- Campeonato Carioca:2004[1], 2005 e 2006
- Campeonato Paranaense:2001[1]
- Jogos Abertos do Interior do Rio de Janeiro:2002[1]
- Campeonato Intermunicipal:2004[1]
- Taça Premium  TV Tarobá:2001[1]
- Copa Sudeste:2001[1]
- Campeonato Brasileiro de Seleções Juvenil: 1988[1]
- Copa Nordeste:1978[1]

## Premiações individuais
- Melhor Levantadora da Salonpas Cup de 2006[12]